# سولفید باریم
سولفید باریم (به انگلیسی: Barium sulfide) با فرمول شیمیایی BaS یک ترکیب شیمیایی با شناسه پاب‌کم ۶۸۵۷۵۹۷ است. که جرم مولی آن ۱۶۹٫۳۹ g/mol می‌باشد.